# Eleusis
Eleusis, Elefsina, Elefsína (řecky: Ελευσίνα - Elefsina, starořecky: Ελευσίς - Eleusis ) je přístavní město v Řecku v západní Attice. Nachází se asi 18 km severozápadně od centra Athén na nejsevernějším konci Sarónského zálivu. Město má téměř 30 000 obyvatel a je dnes plné průmyslových podniků a zařízení pro přečerpávání ropy z připlouvajících tankerů.
Ve starověku to bylo středisko kultu bohyně úrody Démétry, sestry nejvyššího boha Dia. Zde bohyně podle bájesloví naučila lidi pěstovat obilí. Zastavila se tu při hledání své dcery Persefony, kterou unesl bůh podsvětí Hádes. Na Diův zásah jí byla dcera navrácena vždy na 9 měsíců v roce a Démétér zde prý z vděčnosti pořádala tzv. mystéria o posmrtné blaženosti.

## Historie
Oblast Eleusiny byla osídlen již ve 3. tisíciletí př. n. l. Za nejstarší pozůstatky posvátného areálu jsou pokládány zbytky mykénské kultovní stavby ze 14.-13. stol. př. n. l., kdy Eleusis již byla součástí attického státu. V mykénské době tu také stál na pahorku nad mořem královský palác.
Podle pověsti zde už v nejstarších dobách uctívali bohyni Démétér, která tu u studny oplakávala dceru Persefonu, unesenou vládcem podsvětí Hádem. Zeus na prosby své sestry Démétér zařídil, že se Persefona každého jara mohla vracet na svět vždy na 9 měsíců. To se stalo symbolem obnovování života. Démétér jako výraz vděku zavedla tajemné obřady, tzv. mystéria, v nichž byla spolu s Persefonou oslavována bohyně plodnosti a rostlinstva. Někteří odborníci dokonce myslí, žen jedním z rituálů bylo pojídání obilí s námelovou houbou s psychedelickými účinky, které zintenzivňují vjemy. V té době zde existovala svatyně, kde se mystéria se dvěma stupni zasvěcování praktikovala za účasti až 30 000 lidí. Každý účastník byl vázán přísným mlčením. Pindaros, jenž údajně těmito obřady prošel, je komentoval slovy: Každý, kdo viděl svaté věci v Eleusině a po smrti přijde zpátky do země, bude šťastný, protože zná konec života a zná nový božský začátek.
Mystéria zažívala velký rozkvět i v době římské. Augustus, Hadrianus, Antonius Pius a Marcus Aurelius - tito římští císaři se velmi zasloužili o další výstavbu v Eleusině. V roce 392 n. l. při boji proti pohanským kultům císař Theodosios I. svatyni uzavřel a mystéria zakázal. To byl konec jeho slávy a město samo bylo nedlouho poté zpustošeno Góty.

## Památky

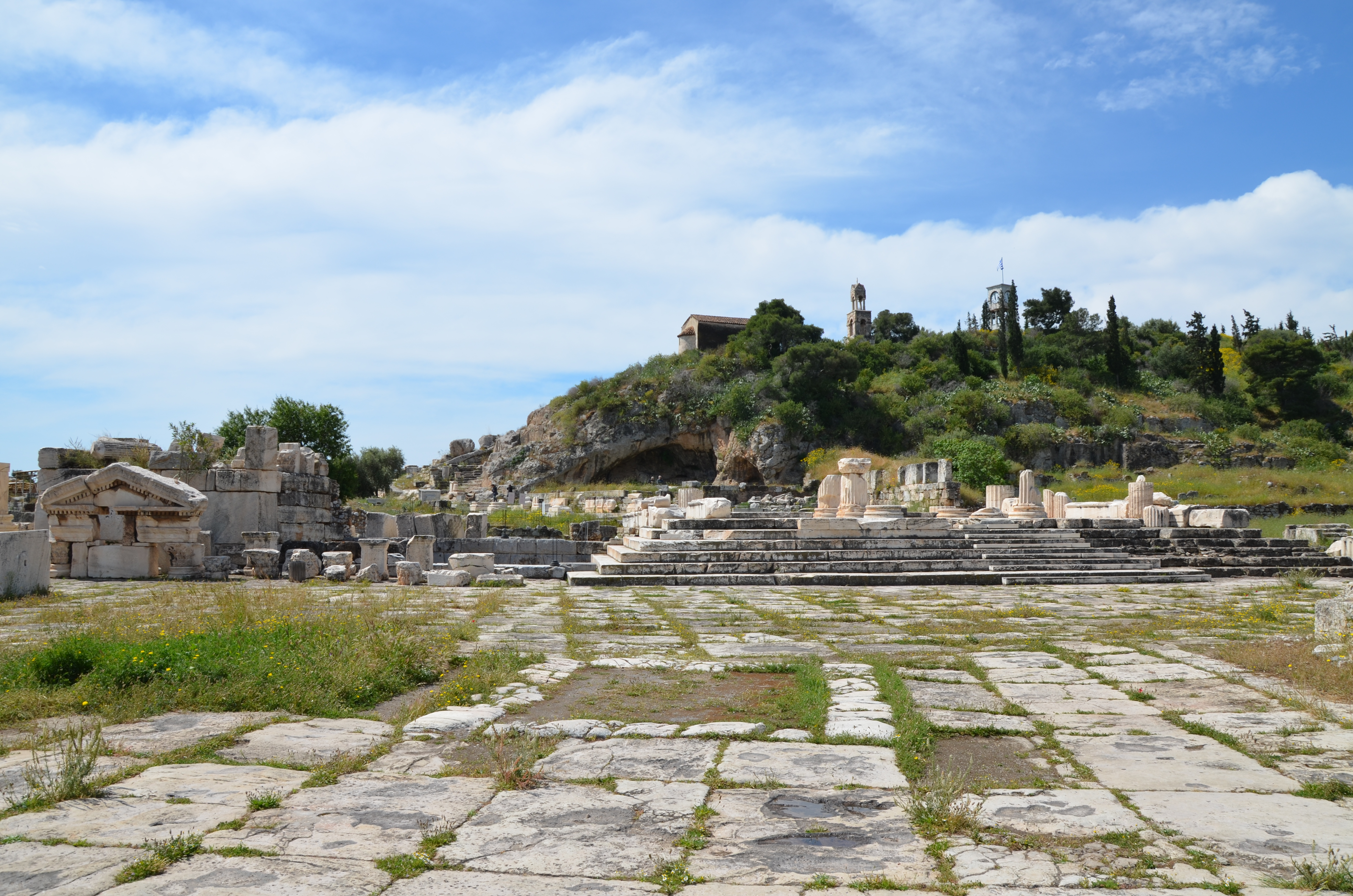
Posvátné návrší s vykopávkami

Trosky starověké Eleusíny se nacházejí mimo moderního a průmyslového města a jejich atmosféra navozuje ovzduší klidu a míru. Ruiny posvátného areálu se rozkládají na úpatí výšiny, kde se nacházel mykénský palác. Dnes nás cesta vede od vstupu kolem zbytků Artemidina chrámu a dvou římských triumfálních oblouků k tzv. Velkým propylajím. Tuto sloupovou bránu nechal císař Antonius Pius ve 2. století postavit podle vzoru Propylají na athénské Akropoli. Za nimi jsou Malé propylaje z 1. stol. př. n. l. Posvátná cesta, po níž se od Athén ubíraly tisíce poutníků za vidinou lepšího života alespoň po smrti, pokračuje vzhůru.

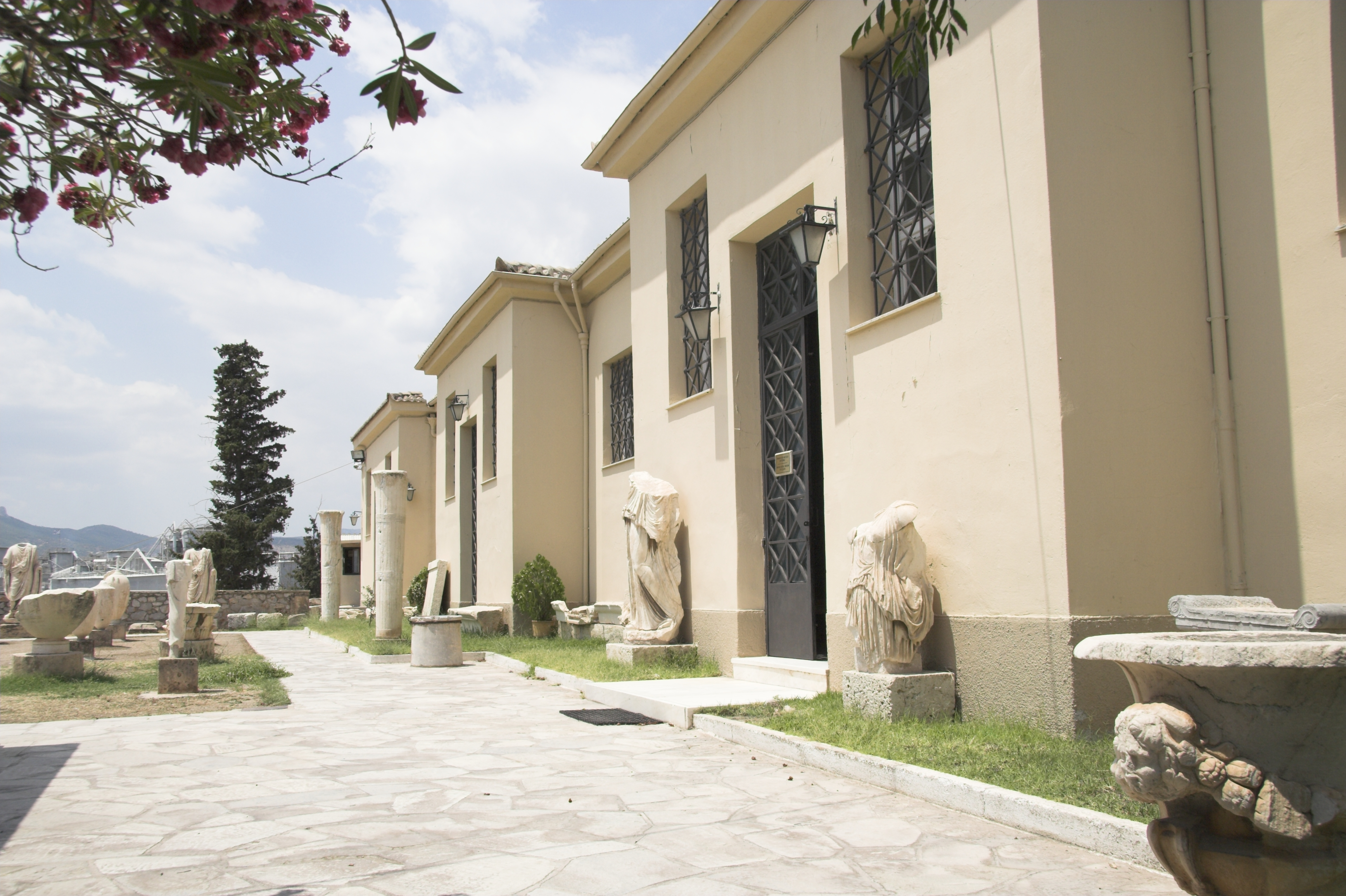
Muzeum v archeologickém areálu

Po pravé straně cesty hned za Malými propylajemi se nachází svatyně boha podsvětí Háda s posvátnou jeskyní. Je to jeden z údajných vchodů do podsvětí, kterým procházela Persefona při svých návratech. Nedaleko jsou zbytky tzv. telestéria - ústřední budovy Démétřina kultu. Kolem poloviny 5. stol. př. n. l. měla dvě podlaží o půdorysu 54x52 m a nejposvátnější část tzv. anaktoron se nacházel v jejím středu. Byla bez oken a pojala 3000 lidí. Zde se před očima účastníků mystérií předváděl celý mýtus o Persefonině únosu a uskutečňovalo se tajemné zasvěcování. V letech 330-310 př. n. l. byla k její východní straně přistavěna ještě tzv. Filonova sloupová předsíň.
Malé muzeum s významnými místními nálezy nenabízí to nejcennější - vzácný reliéf, na němž Déméter předává obilný klas Triptolemovi, synovi krále v Eleusině. Tato památka je  vystavena v athénském Národním archeologickém muzeu.  